# Los Santos (ort i Spanien)
Los Santos är en ort i Spanien.   Den ligger i provinsen Provincia de Salamanca och regionen Kastilien och Leon, i den centrala delen av landet, 180 km väster om huvudstaden Madrid. Los Santos ligger 938 meter över havet och antalet invånare är 770.
Terrängen runt Los Santos är kuperad söderut, men norrut är den platt. Runt Los Santos är det ganska glesbefolkat, med 38 invånare per kvadratkilometer. Närmaste större samhälle är Guijuelo, 10,8 km öster om Los Santos. Trakten runt Los Santos består i huvudsak av gräsmarker.